# The Ocean (nummer)
"The Ocean" is een nummer van de Zweedse DJ en muziekproducent Mike Perry en de zangeres Shy Martin. Het nummer werd als muziekdownload in Zweden uitgebracht op 15 april 2016. Het nummer piekte op de nummer-1 positie in Zweden en haalde een plek binnen de top-20 in Australië, Oostenrijk, Denemarken, Finland, Duitsland, Nederland, Noorwegen en Zwitserland.

## Achtergrondinformatie
Mike Perry, artiestennaam van Mikael Persson, produceert alleen nummers in zijn vrije tijd naast zijn beroep als autodealer bij Volvo in Zweden. Nadat het nummer viral werd op de streamingdienst Spotify produceerde hij meerdere nummers. Ook speelde hij het nummer tijdens het Summerburst Festival.

## Tracklijst
| Nr. | Titel                      | Duur |
| --- | -------------------------- | ---- |
| 1.  | The Ocean (met Shy Martin) | 3:03 |

## Hitnoteringen

### Nederlandse Top 40
| Hitnotering: 06-08-2016 t/m 03-12-2016 | Hitnotering: 06-08-2016 t/m 03-12-2016 | Hitnotering: 06-08-2016 t/m 03-12-2016 | Hitnotering: 06-08-2016 t/m 03-12-2016 | Hitnotering: 06-08-2016 t/m 03-12-2016 | Hitnotering: 06-08-2016 t/m 03-12-2016 | Hitnotering: 06-08-2016 t/m 03-12-2016 | Hitnotering: 06-08-2016 t/m 03-12-2016 | Hitnotering: 06-08-2016 t/m 03-12-2016 | Hitnotering: 06-08-2016 t/m 03-12-2016 | Hitnotering: 06-08-2016 t/m 03-12-2016 | Hitnotering: 06-08-2016 t/m 03-12-2016 | Hitnotering: 06-08-2016 t/m 03-12-2016 | Hitnotering: 06-08-2016 t/m 03-12-2016 | Hitnotering: 06-08-2016 t/m 03-12-2016 | Hitnotering: 06-08-2016 t/m 03-12-2016 | Hitnotering: 06-08-2016 t/m 03-12-2016 | Hitnotering: 06-08-2016 t/m 03-12-2016 | Hitnotering: 06-08-2016 t/m 03-12-2016 | Hitnotering: 06-08-2016 t/m 03-12-2016 |
| Week:                                  | 1                                      | 2                                      | 3                                      | 4                                      | 5                                      | 6                                      | 7                                      | 8                                      | 9                                      | 10                                     | 11                                     | 12                                     | 13                                     | 14                                     | 15                                     | 16                                     | 17                                     | 18                                     |                                        |
| -------------------------------------- | -------------------------------------- | -------------------------------------- | -------------------------------------- | -------------------------------------- | -------------------------------------- | -------------------------------------- | -------------------------------------- | -------------------------------------- | -------------------------------------- | -------------------------------------- | -------------------------------------- | -------------------------------------- | -------------------------------------- | -------------------------------------- | -------------------------------------- | -------------------------------------- | -------------------------------------- | -------------------------------------- | -------------------------------------- |
| Positie:                               | 38                                     | 35                                     | 19                                     | 17                                     | 15                                     | 13                                     | 11                                     | 10                                     | 11                                     | 15                                     | 18                                     | 19                                     | 21                                     | 25                                     | 27                                     | 33                                     | 38                                     | 39                                     | uit                                    |

### NederlandseSingle Top 100
| Hitnotering: 18-06-2016 t/m | Hitnotering: 18-06-2016 t/m | Hitnotering: 18-06-2016 t/m | Hitnotering: 18-06-2016 t/m | Hitnotering: 18-06-2016 t/m | Hitnotering: 18-06-2016 t/m | Hitnotering: 18-06-2016 t/m | Hitnotering: 18-06-2016 t/m | Hitnotering: 18-06-2016 t/m | Hitnotering: 18-06-2016 t/m | Hitnotering: 18-06-2016 t/m | Hitnotering: 18-06-2016 t/m | Hitnotering: 18-06-2016 t/m | Hitnotering: 18-06-2016 t/m | Hitnotering: 18-06-2016 t/m | Hitnotering: 18-06-2016 t/m | Hitnotering: 18-06-2016 t/m | Hitnotering: 18-06-2016 t/m | Hitnotering: 18-06-2016 t/m | Hitnotering: 18-06-2016 t/m | Hitnotering: 18-06-2016 t/m |
| Week:                       | 1                           | 2                           | 3                           | 4                           | 5                           | 6                           | 7                           | 8                           | 9                           | 10                          | 11                          | 12                          | 13                          | 14                          | 15                          | 16                          | 17                          | 18                          | 19                          | 20                          |
| --------------------------- | --------------------------- | --------------------------- | --------------------------- | --------------------------- | --------------------------- | --------------------------- | --------------------------- | --------------------------- | --------------------------- | --------------------------- | --------------------------- | --------------------------- | --------------------------- | --------------------------- | --------------------------- | --------------------------- | --------------------------- | --------------------------- | --------------------------- | --------------------------- |
| Positie:                    | 90                          | 36                          | 29                          | 30                          | 28                          | 22                          | 23                          | 24                          | 21                          | 19                          | 15                          | 13                          | 10                          | 10                          | 12                          | 14                          | 18                          | 19                          | 23                          | 22                          |
| Week:                       | 21                          | 22                          | 23                          | 24                          | 25                          | 26                          | 27                          | 28                          | 29                          | 30                          | 31                          | 32                          | 33                          | 34                          | 35                          | 36                          | 37                          | 38                          | 39                          | 40                          |
| Positie:                    | 30                          | 29                          | 34                          | 33                          | 50                          | 61                          | 83                          | 100                         |                             |                             |                             |                             |                             |                             |                             |                             |                             |                             |                             |                             |

### NederlandseMega Top 50
| Hitnotering: 06-08-2016 t/m 10-12-2016 | Hitnotering: 06-08-2016 t/m 10-12-2016 | Hitnotering: 06-08-2016 t/m 10-12-2016 | Hitnotering: 06-08-2016 t/m 10-12-2016 | Hitnotering: 06-08-2016 t/m 10-12-2016 | Hitnotering: 06-08-2016 t/m 10-12-2016 | Hitnotering: 06-08-2016 t/m 10-12-2016 | Hitnotering: 06-08-2016 t/m 10-12-2016 | Hitnotering: 06-08-2016 t/m 10-12-2016 | Hitnotering: 06-08-2016 t/m 10-12-2016 | Hitnotering: 06-08-2016 t/m 10-12-2016 | Hitnotering: 06-08-2016 t/m 10-12-2016 | Hitnotering: 06-08-2016 t/m 10-12-2016 | Hitnotering: 06-08-2016 t/m 10-12-2016 | Hitnotering: 06-08-2016 t/m 10-12-2016 | Hitnotering: 06-08-2016 t/m 10-12-2016 | Hitnotering: 06-08-2016 t/m 10-12-2016 | Hitnotering: 06-08-2016 t/m 10-12-2016 | Hitnotering: 06-08-2016 t/m 10-12-2016 | Hitnotering: 06-08-2016 t/m 10-12-2016 | Hitnotering: 06-08-2016 t/m 10-12-2016 |
| Week:                                  | 1                                      | 2                                      | 3                                      | 4                                      | 5                                      | 6                                      | 7                                      | 8                                      | 9                                      | 10                                     | 11                                     | 12                                     | 13                                     | 14                                     | 15                                     | 16                                     | 17                                     | 18                                     | 19                                     |                                        |
| -------------------------------------- | -------------------------------------- | -------------------------------------- | -------------------------------------- | -------------------------------------- | -------------------------------------- | -------------------------------------- | -------------------------------------- | -------------------------------------- | -------------------------------------- | -------------------------------------- | -------------------------------------- | -------------------------------------- | -------------------------------------- | -------------------------------------- | -------------------------------------- | -------------------------------------- | -------------------------------------- | -------------------------------------- | -------------------------------------- | -------------------------------------- |
| Positie:                               | 47                                     | 29                                     | 30                                     | 24                                     | 22                                     | 22                                     | 20                                     | 13                                     | 17                                     | 13                                     | 19                                     | 29                                     | 29                                     | 32                                     | 30                                     | 30                                     | 35                                     | 42                                     | 49                                     | uit                                    |

## Releasedata
| Land   | Releasedatum  | Formaat        | Label                        |
| ------ | ------------- | -------------- | ---------------------------- |
| Zweden | 15 april 2014 | Muziekdownload | DF, Sony Music Entertainment |